# Regierungsbezirk Pfalz
| Regierungsbezirk Pfalz | Regierungsbezirk Pfalz     |
| ---------------------- | -------------------------- |
| Bestandszeitraum       | 1946–1968                  |
| Zugehörigkeit          | Rheinland-Pfalz            |
| Verwaltungssitz        | Neustadt an der Weinstraße |
| Anzahl Gemeinden       | 625                        |
| Fläche                 | 5.447,89 km²               |
| Einwohner              | 1.305.377 (30. Juni 1968)  |
| Bevölkerungsdichte     | 240 Einw./km²              |

Der Regierungsbezirk Pfalz war einer von fünf Regierungsbezirken, in die sich das 1946 neu gebildete Land Rheinland-Pfalz gliederte. Die anderen waren die ebenfalls 1946 neu errichteten Regierungsbezirke Rheinhessen (Sitz in Mainz) und Montabaur sowie die bereits 1816 von Preußen eingerichteten Regierungsbezirke Koblenz und Trier.

## Ehemalige Verwaltungsgliederung
Der Regierungsbezirk Pfalz umfasste die Region Pfalz, die bis 1946 als Regierungsbezirk Pfalz (bis 1837 Rheinkreis) zu Bayern gehörte und nach dem Zweiten Weltkrieg unter französische Besatzung kam. Das Gebiet wurde im August 1946 Bestandteil des Landes Rheinland-Pfalz.
Es gliederte sich in die kreisfreien Städte Frankenthal (Pfalz), Kaiserslautern, Landau in der Pfalz, Ludwigshafen am Rhein, Neustadt an der Weinstraße, Pirmasens, Speyer und Zweibrücken sowie den Landkreis Bergzabern, den Landkreis Frankenthal (Pfalz), den Landkreis Germersheim, den Landkreis Kaiserslautern, den Landkreis Kirchheimbolanden, den Landkreis Kusel, den Landkreis Landau in der Pfalz, den Landkreis Ludwigshafen am Rhein, den Landkreis Neustadt an der Weinstraße, den Landkreis Südwestpfalz, den Landkreis Rockenhausen, den Landkreis Speyer und den Landkreis Zweibrücken.
Der Verwaltungssitz, der sich während der Zeit des bayerischen Kreises Pfalz seit 1816 in Speyer befunden und während des Zweiten Weltkriegs durch Zusammenlegung mit den NS-Behörden der Westmark (Gau) mehrfach gewechselt hatte, lag seit 1945 in Neustadt an der Weinstraße.

## Geschichte

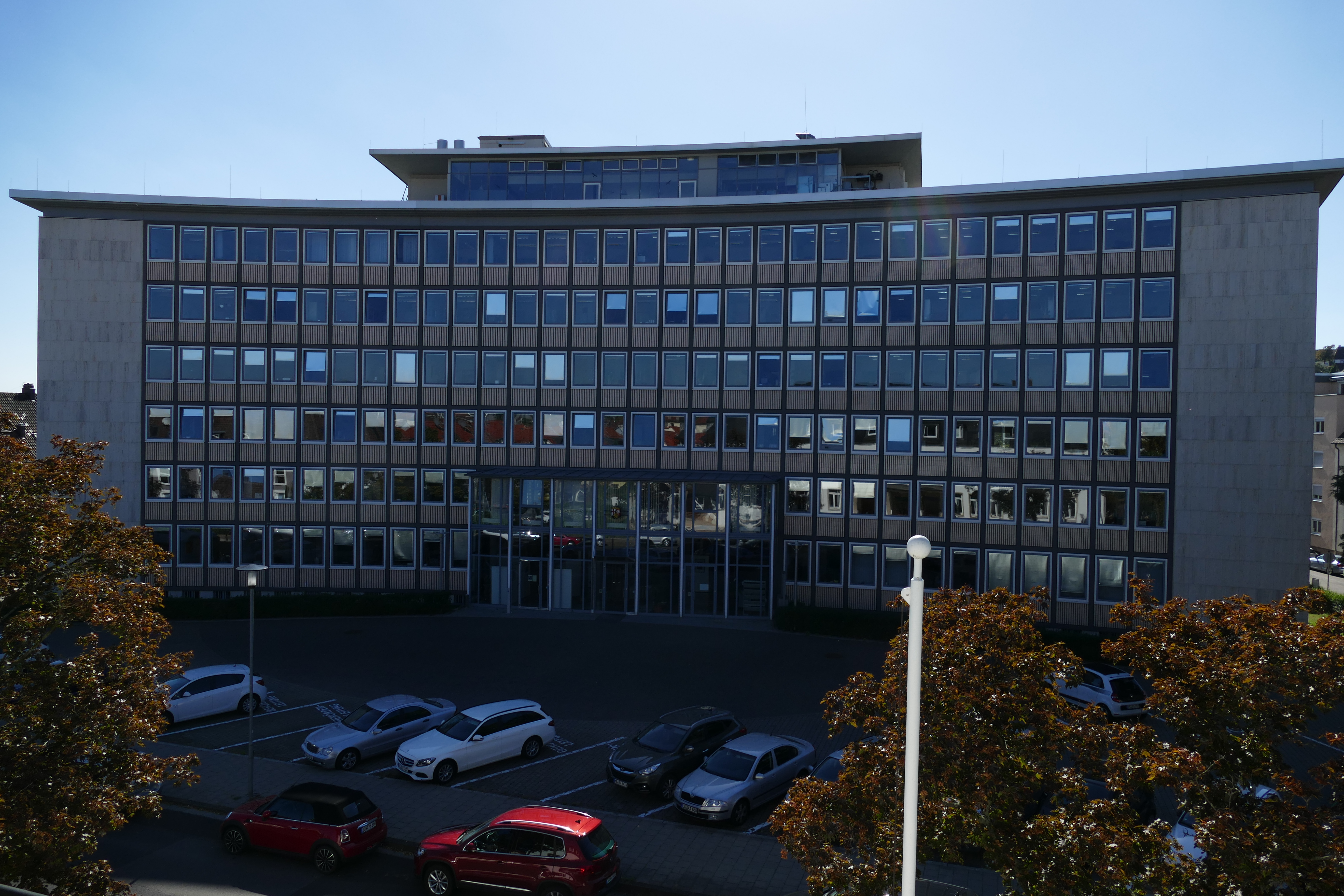
Verwaltungsgebäude in der Friedrich-Ebert-Straße in Neustadt, ab 1954 Sitz des Regierungsbezirks

Bis zum Ende des Ersten Weltkriegs hatten auch die Bezirksämter Homburg und Sankt Ingbert zur Pfalz gehört. Diese wurden jedoch 1920 dem Saargebiet zugeteilt und standen dadurch unter Völkerbundsmandat. Sie verblieben, seit 1939 als Kreise bezeichnet, auch nach dem Zweiten Weltkrieg beim Saarland und wurden 1974 im Rahmen der saarländischen Kreisreform zum Saar-Pfalz-Kreis (jetzt Saarpfalz-Kreis) vereinigt. Darüber hinaus wurden durch die „Verordnung Nr. 93 des französischen Oberkommandos in Deutschland betreffend Neuorganisation der Verwaltung der Rheinpfalz und des Saargebietes“ vom 6. Juni 1947 weitere Gemeinden im Ostertal östlich Sankt Wendel in das Saarland umgegliedert.
Am 1. Oktober 1968 wurde der Regierungsbezirk Pfalz mit dem Regierungsbezirk Rheinhessen zum neuen Regierungsbezirk Rheinhessen-Pfalz mit dem Verwaltungssitz in Neustadt an der Weinstraße vereinigt.
Bei der rheinland-pfälzischen Kreisreform, die zwischen 1969 und 1974 vollzogen wurde, wurden die Landkreise zu größeren Verwaltungseinheiten zusammengeschlossen. Zur Verwaltungsgliederung nach der Kreisreform siehe unter Regierungsbezirk Rheinhessen-Pfalz. Das Ende der verbliebenen drei Regierungsbezirke im Land Rheinland-Pfalz kam mit Ablauf des Jahres 1999.

## Präsidenten
- 1946–1947   Otto Eichenlaub (Oberregierungspräsident)
- 1947–1949 Franz Bögler (Oberregierungspräsident)
- 1949–1951 Franz Pfeiffer (amtierend als stellvertretender Oberregierungspräsident)
- Juli 1951 – 28. Februar 1966: Franz Pfeiffer
- 1. März 1966 – 30. September 1968: Hans Keller

## Politik
Bei der Gründung des Landes Rheinland-Pfalz nach dem Zweiten Weltkrieg wurde das Selbstverwaltungsrecht der Pfalz auf Druck der französischen Besatzungsmacht in der Landesverfassung verankert, die das Volk am 18. Mai 1947 annahm. Am 22. November 1949 trat die Bezirksordnung in Kraft, die sich an der bayerischen Kreisordnung von 1927 orientierte. In ihrer Fassung von 1949 räumte die Bezirksordnung allen damals bestehenden fünf rheinland-pfälzischen Regierungsbezirken die Möglichkeit zur Bildung von Bezirksverbänden ein. Diese Option wurde lediglich vom damaligen Regierungsbezirk Pfalz gezogen und mit dem Bezirksverband Pfalz umgesetzt. Somit wählen bis heute in Rheinland-Pfalz ausschließlich die Einwohner der Pfalz einen eigenen Bezirkstag (29 Abgeordnete), was gemeinsam mit den Kommunalwahlen alle fünf Jahre stattfindet (zuletzt 2024).